# 이권 (영화 감독)
이권(1974년 2월 25일 ~ )은 대한민국의 영화 및 텔레비전 감독이다.

## 참여 작품

### 영화 감독
- 꽃미남 연쇄 테러사건
- 내 연애의 기억
- 도어락

### 각본
- 내 연애의 기억
- 도어락

### TV 감독
- 우리 옆집에 EXO가 산다
- 구해줘 2

### 스토리보드 아티스트
- 여고괴담 두번째 이야기
- 고양이를 부탁해
- 꽃미남 연쇄 테러사건

### 뮤직 비디오
- 인터뷰 (2000)